# 蒙曼 (上萨瓦省)
蒙曼（法語：Montmin，法語發音：[mɔ̃mɛ̃]）是法国上萨瓦省的一个旧市镇，位于该省中部，属于阿讷西区。2016年1月1日，蒙曼和相邻的塔卢瓦尔合并成新市镇塔卢瓦尔-蒙曼。

## 地理
蒙曼（45°48'9"N, 6°15'52"E）面积16.29 平方千米，位于法国奥弗涅-罗讷-阿尔卑斯大区上萨瓦省，该省份为法国东部省份，历史上为薩伏依的一部分，北与瑞士接壤，西接安省，南至萨瓦省，东与瑞士和意大利接壤。
与蒙曼接壤的市镇（或旧市镇、城区）包括：莱克莱、杜萨尔、法韦日-塞特内、圣费雷奥勒、塞拉瓦勒、法韦日。
蒙曼的时区为UTC+01:00、UTC+02:00（夏令时）。

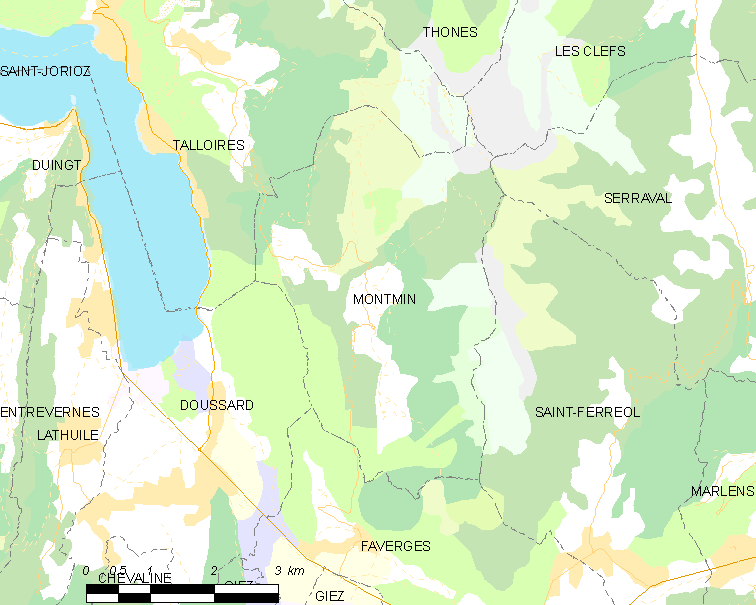
蒙曼的OSM定位图

## 行政
蒙曼的邮政编码为74210，INSEE市镇编码为74187。

## 政治
蒙曼所属的省级选区为法韦日-塞特内县。

## 人口

1962-2008年间蒙曼人口变化图示

蒙曼于2018年1月1日时的人口数量为330人。